# Friedrich Franz Wolff
Friedrich Franz Adam Otto Wolrad Wolff (* 28. Februar 1873 in Dresden; † 20. März 1950 in Hamburg) war ein deutscher Lehrer und Politiker (NSV, DNVP).

## Leben
Friedrich Franz Wolff wurde als Sohn des späteren Schweriner Oberhofpredigers Wolrad Wolff geboren. Er besuchte das Friedrich-Franz-Gymnasium (Parchim) und studierte Theologie und Philosophie an der Friedrich-Alexander-Universität Erlangen, der Universität Greifswald und der Universität Rostock. Danach trat er in den Schuldienst. Er war als Lehrer in Doberan und Rostock tätig. Zuletzt wirkte er als Direktor am Lyzeum und Oberlyzeum in Rostock.
Wolff war zunächst ein Anhänger Friedrich Naumanns und von 1900 bis 1902 Vorstandsmitglied in dessen Nationalsozialen Verein. Später schloss er sich der Deutschnationalen Volkspartei an. Zwischen 1926 und 1932 war Wolff Abgeordneter des Landtages des Freistaates Mecklenburg-Schwerin, seit Ende der 1920er-Jahre als Mitglied der Listenverbindung Arbeitsgemeinschaft Nationaler Mecklenburger (ANM).